# Filottete (Sofocle)
Filottète (in greco antico: Φιλοκτήτης?, Philoktètes) è una tragedia di Sofocle, composta nel 409 a.C.
La tragedia è un'altra trasposizione tragica di un mito epico, tipica della tragedia sofoclea; il mito era stato infatti trattato in testi precedenti, tra i quali in particolare il poema perduto Piccola Iliade.
Tra i temi trattati, probabilmente in questa tragedia Sofocle elabora il concetto sofistico di natura, che era vista dai sofisti come qualcosa di per niente piacevole e accogliente. Filottete viene rappresentato come il «vecchio maestro» (insegnante; archetipo), esponente di un modo tradizionale di impartire l'educazione.
A proposito del comportamento di Odisseo si può ipotizzare che Sofocle in un certo senso critica l'uso arbitrario del potere contro i deboli.
Forse la tragedia, essendo stata rappresentata nel 409 a.C., ventila il possibile ritorno di Alcibiade in Atene, vista la drammatica situazione in cui versava la città, impegnata nella guerra del Peloponneso.

## Trama
Filottete è stato abbandonato dieci anni prima sull'isola di Lemno dai suoi compagni in viaggio verso Troia, a causa di una ferita infetta e puzzolente provocatagli da una vipera. Tuttavia un oracolo svela ai greci che senza l'arco di Filottete la guerra non potrà mai essere vinta. Essi incaricano allora Odisseo e Neottolemo, figlio di Achille, di andare sull'isola per recuperare ad ogni costo l'arco di Filottete. Odisseo, che in questa tragedia è presentato come un eroe meschino e crudele, ha un piano diabolico: Neottolemo dovrà fingere di avere litigato con i capi greci (in particolare con Odisseo, a cui sarebbero state affidate le armi del padre di Neottolemo contro la volontà di quest'ultimo) e cercare di accattivarsi la fiducia di Filottete, per farsi consegnare l'arco, che altrimenti avrebbe dovuto prendere con la forza. L'inganno riesce, grazie anche alla comparsa di un marinaio greco che si finge mercante e annuncia l'arrivo di Odisseo, Filottete consegna  il suo arco all'amico Neottolemo, che a sua volta lo consegna a Odisseo. All'ultimo momento, però, Neottolemo si pente, riprende l'arco a Odisseo e lo riconsegna a Filottete. Odisseo si infuria e solo l'intervento di Eracle ex machina appiana i dissapori e convince Filottete a imbarcarsi per Troia.

## Commento

### Un nuovo eroe
Come in molte altre tragedie di Sofocle, il protagonista è un uomo colpito duramente dal destino avverso. Sebbene l'eroe sia fortemente collegato all'onore e alla tradizione, quindi costretto a mettere fine alla sua vita per salvare il suo onore in situazioni estreme, in questa tragedia nasce una nuova figura che concepisce l'animo dell'eroe. Filottete infatti termina la sua esistenza con un fine lieto e felice, sebbene tentato numerose volte di togliersi la vita sull'isola in cui è costretto a soffrire; e la sua salvezza la si deve alla bontà del personaggio di Neottolemo. Il giovane, che rappresenta l'innocenza e l'ingenuità della giovinezza, viene manipolato da un personaggio più astuto e forte di lui (Ulisse) che lo spinge a compiere cattive azioni solo per i suoi piaceri. Tuttavia in Neottolemo prevale il buonsenso per Filottete che va concepito non solo come un senso di pietà, ma anche come sentimento umano che lo spinge ad aiutare, animato da una forza sovrannaturale, un proprio simile in quanto essere umano. Filottete, sebbene ingannato da Ulisse e in un primo momento anche da Neottolemo, viene salvato da quest'ultimo che gli confessa l'imbroglio affinché possa riprendersi l'arco di Eracle e ritornare nella sua terra. Questa tragedia che finisce in maniera felice è considerata una sorta di dramma ricco di peripezie e di difficili situazioni che ispireranno anche Euripide per la stesura delle sue opere.

### Assenza di una visione tragica
Nel Filottete non vi è una visione tragica del mondo: infatti l'eroe, pur non rinunciando al ritorno in patria, sembra però disposto a piegarsi alla volontà del divino Eracle che appunto insegna a essere sempre devoti verso gli dei. Tuttavia all'interno della tragedia si apre una questione di conflitto tra giusto e utile.
Secondo l'etica aristocratica: gli uomini di natura aristocratica devono sottrarsi a vili inganni. Il problema etico, se sia lecito ricorrere all'inganno per ottenere qualcosa, diventa un insegnamento pedagogico: l'eroe infatti subisce una maturazione psicologica e morale.
Eroe del giusto si afferma Neottolemo che non vuole ottenere alcun tipo di vantaggio utilizzando mezzi sleali; in contrapposizione alla sua visione troviamo quella di Ulisse, che invece sostiene che per perseguire l'utile non bisogna tener conto di nessuna morale e di nessun rispetto. Sofocle tra queste due visioni diverse si colloca in quella del rispetto della morale e della lealtà, rinnegando perciò la morale utilitaristica di Ulisse.